# HVV 't Gooi in het seizoen 1955/56
Het seizoen 1955/1956 was het eerste jaar in het bestaan van de Hilversumse betaaldvoetbalclub 't Gooi. De club kwam uit in de Nederlandse Eerste klasse B en eindigde daarin op de 11e plaats, dit betekende dat de club in het nieuwe seizoen uitkwam in de Tweede divisie.

## Wedstrijdstatistieken

### Eerste klasse B
|       | Baronie | Be Quick | Blauw-Wit | Haarlem | Helmond | Heracles | Hermes DVS | Leeuwarden | LONGA | ONA   | Rheden | Wageningen | Zwolsche Boys |
| ----- | ------- | -------- | --------- | ------- | ------- | -------- | ---------- | ---------- | ----- | ----- | ------ | ---------- | ------------- |
| Thuis | 2 – 2   | 2 – 1    | 0 – 1     | 1 – 4   | 1 – 2   | 3 – 1    | 0 – 3      | 2 – 5      | 1 – 1 | 2 – 0 | 1 – 1  | 1 – 4      | 2 – 2         |
| Uit   | 3 – 1   | 2 – 0    | 0 – 2     | 1 – 1   | 4 – 0   | 1 – 3    | 4 – 0      | 7 – 2      | 0 – 0 | 2 – 1 | 1 – 2  | 1 – 0      | 1 – 0         |

## Statistieken 't Gooi 1955/1956

### Eindstand 't Gooi in de Nederlandse Eerste klasse B 1955 / 1956
| Stand | Gespeeld | Gewonnen | Gelijk | Verloren | Punten | Doelpunten voor | Doelpunten tegen |
| ----- | -------- | -------- | ------ | -------- | ------ | --------------- | ---------------- |
| 11e   | 26       | 6        | 6      | 14       | 18     | 30              | 54               |

### Topscorers
| Competitie \| # \| Naam \| \| \| -------------- \| -------------------- \| -- \| \| 1. \| Ab Hooyer \| 8 \| \| 2. \| Rinus Schaap \| 5 \| \| 3. \| Barend van Gardingen \| 4 \| \| 4. \| Roel Bak \| 2 \| \| 4. \| Frans van Dam \| 2 \| \| 4. \| Cees Houtveen \| 2 \| \| 4. \| Henk Loosman \| 2 \| \| 8. \| Elbert Baas \| 1 \| \| 8. \| Joop Fluit \| 1 \| \| 8. \| Jan Karhof \| 1 \| \| 8. \| Charles Laven \| 1 \| \| Eigen doelpunt \| \| \| \| – \| Kort (Haarlem) \| 1 \| \| Totaal \| Totaal \| 30 \| |                      |      |
| # | Naam                 | Goal |
| 1. | Ab Hooyer            | 8    |
| 2. | Rinus Schaap         | 5    |
| 3. | Barend van Gardingen | 4    |
| 4. | Roel Bak             | 2    |
| 4. | Frans van Dam        | 2    |
| 4. | Cees Houtveen        | 2    |
| 4. | Henk Loosman         | 2    |
| 8. | Elbert Baas          | 1    |
| 8. | Joop Fluit           | 1    |
| 8. | Jan Karhof           | 1    |
| 8. | Charles Laven        | 1    |
| Eigen doelpunt |                      |      |
| – | Kort (Haarlem)       | 1    |
| Totaal | Totaal               | 30   |